# Pristimantis incanus
Pristimantis incanus es una especie de anfibio anuro de la familia Craugastoridae.

## Distribución
Esta especie es endémica de la provincia de Napo en Ecuador. Habita entre los 1700 y 2200 m de altitud en la vertiente oriental de la Cordillera Oriental.

## Descripción
Los machos miden de 14.9 a 19.4 mm y las mujeres de 23.9 a 30.6 mm.

## Publicación original
- Lynch & Duellman, 1980 : The Eleutherodactylus of the Amazonian slopes of the Ecuadorian Andes (Anura: Leptodactylidae). Miscellaneous Publication, Museum of Natural History, University of Kansas, n.º 69, p. 1-86[5]